# Grand Prix automobile du Qatar 2021
GP précédent GP suivant
Le Grand Prix automobile du Qatar 2021 (Formula 1 Ooredoo Qatar Grand Prix 2021) disputé le 21 novembre 2021 sur le Circuit international de Losail, est la 1055e épreuve du championnat du monde de Formule 1 courue depuis 1950. Il s'agit de la première édition du Grand Prix du Qatar comptant pour le championnat du monde de Formule 1 et de la vingtième manche du championnat 2021. Ce premier Grand Prix du Qatar remplace celui d'Australie qui devait se tenir à la même date.
Alors que sa précédente pole position remontait au Grand Prix de Hongrie, en juillet, Lewis Hamilton domine les trois phases des qualifications et établit les records des trois secteurs du soixante-quinzième circuit utilisé en Formule 1 ce qui lui permet, lors de sa deuxième tentative en Q3, d'être le seul en deçà de 1 minute et 21 secondes, à 239,623 km/h de moyenne. Il s'agit de son cent-deuxième départ en tête, le quatrième de la saison. Il relègue Max Verstappen, à plus de quatre dixièmes de seconde et son coéquipier Valtteri Bottas, troisième temps, à plus de six dixièmes. La grille de départ est chamboulée le jour de la course, après les pénalités infligées à Verstappen (cinq places de recul) et à Bottas (trois places de recul) pour non-respect des drapeaux jaunes brandis à la fin de la dernière phase qualificative quand Pierre Gasly a déchiré son pneu avant droit et arraché son aileron sur un vibreur. En conséquence le Français, quatrième des qualifications, s'élance en première ligne au côté de Hamilton, la deuxième ligne est constituée de Fernando Alonso et Lando Norris, Bottas part en troisième ligne derrière Carlos Sainz Jr., alors que Verstappen se retrouve septième, en quatrième ligne.
Lewis Hamilton, qui mène les cinquante-sept tours de la course sans être inquiété, remporte sa septième victoire cette saison et la cent-deuxième de sa carrière ; en s'imposant sur un trentième circuit différent, il revient, à deux courses du terme, à huit points de Max Verstappen au championnat. Si le pilote Mercedes a roulé seul au monde, au point de déclarer avoir hâte de regarder le replay de la course pour savoir ce qu'il s'est passé derrière lui, Max Verstappen limite les dégâts en remontant au deuxième rang après cinq boucles et en s'adjugeant le point bonus du meilleur tour. Fernando Alonso, troisième, n'avait pas connu le podium depuis le Grand Prix de Hongrie 2014 et 105 courses disputées, alors qu'il pilotait une Ferrari.
Au départ, Hamilton s'envole, Verstappen gagne quatre places, et Gasly, débordé par Alonso et Bottas à cause d'une mauvaise impulsion, se retrouve englué dans le peloton. Le pilote français n'est pas en mesure d'exploiter sa deuxième place sur la grille, son AT02, en manque de rythme, rétrogradant progressivement hors des points. Après cinq tours, le leader du championnat roule derrière son rival, l'écart oscillant entre sept et neuf secondes après leurs premiers arrêts respectifs (17e et 18e tours). La bataille pour le podium met aux prises Alonso, Pérez et Bottas dont la remontée s'achève sur une crevaison après trente-deux tours. Le gain du point bonus, longtemps détenu par Hamilton, fait l'objet d'une bataille intense. Pérez, arrêté une deuxième fois, au quarante-et-unième tour, lui subtilise mais Verstappen, qui possède une avance considérable sur Alonso, s'arrête une troisième fois, en vue de l'arrivée, pour chausser des gommes tendres et établir le meilleur tour sur la ligne d'arrivée. Fernando Alonso, grâce à une stratégie risquée à un seul arrêt (son pneu avant-gauche étant très usé) contient Sergio Pérez à deux secondes pour terminer troisième, toutefois bien aidé par la procédure de voiture de sécurité virtuelle enclenchée jusqu'à l'avant-dernier tour pour dégager la voiture de Nicholas Latifi qui a crevé. Esteban Ocon complète la belle performance d'Alpine en prenant la cinquième place, menant un petit train de pilotes à portée d'ailerons arrière mobiles, composé de Lance Stroll qui obtient son meilleur résultat de la saison et des pilotes Ferrari Carlos Sainz et Charles Leclerc. Lando Norris, quatrième à neuf tours de l'arrivée puis victime d'une crevaison lente le contraignant à regagner les stands, et Sebastian Vettel prennent les derniers points en jeu, à un tour du vainqueur.
Max Verstappen (351,5 points), toujours en tête du championnat, n'a plus que huit unités d'avance sur Lewis Hamilton (343,50 points) mais peut, mathématiquement, être sacré dès la course suivante, à Djeddah. Valtteri Bottas (203 points) doit encore défendre sa place sur le podium face à Sergio Pérez (190 points). Au cinquième rang, Lando Norris (153 points) voit revenir Charles Leclerc (152 points), Carlos Sainz (145,5 points) se tenant en embuscade. Daniel Ricciardo (105 points) et Pierre Gasly (92 points), qui n'ont pas marqué, sont huitième et neuvième, devant Alonso (77 points). Au championnat des constructeurs, Mercedes (546 points) ne conserve que cinq points d'avance sur Red Bull (541,5 points) qui a inscrit plus de points lors de cette épreuve (31 points contre 25). Ferrari (297,5 points) se rapproche du podium final, devant McLaren (258 points). Grâce aux belles performance de ses pilotes ce weekend, Alpine (137 points) fait un grand pas vers la cinquième place en décrochant AlphaTauri (112 points) ; suivent Aston Martin, qui augmente son capital (77 points), Williams (23 points) et Alfa Romeo (11 points). Il reste deux courses à Haas pour tenter de marquer.

## Historique
La date du 21 novembre pour organiser la vingtième manche du championnat 2021 était restée libre depuis que le calendrier a été fixé à vingt-deux épreuves et que les organisateurs du Grand Prix d'Australie ont définitivement renoncé à l'organisation de leur course. Le 30 septembre, la Formule 1 annonce que l'épreuve se déroule sur le Circuit international de Losail, dans les environs de Doha, pour le premier Grand Prix automobile du Qatar dans le cadre du championnat du monde.
Le circuit de Losail, en service depuis 2004, est utilisé en sport automobile et en motocyclisme, accueillant depuis cette date le Championnats du monde de vitesse moto en nocturne et également plusieurs compétitions sur quatre roues, notamment en monoplace. Pour la fin de la saison de Formule 1 en 2021, le Grand Prix du Qatar fait partie de deux triplets que le monde de la Formule 1 appelle un triple header, avec la tenue à une semaine d'écart des Grands Prix de Mexico, de São Paulo et du Qatar ; l'autre représentant trois courses consécutives au Moyen-Orient, puisqu'il précède ceux d'Arabie saoudite et d'Abou Dabi,. Par ailleurs, il est appelé à intégrer durablement le championnat un contrat de dix ans étant signé pour son organisation à partir de la saison 2023.

## Contexte avant la course
Le vendredi, après les premiers essais libres, la FIA refuse à Mercedes Grand Prix le recours en révision que l'écurie de Toto Wolff a posé, le 16 novembre, après l'incident du quarante-huitième tour du Grand Prix de São Paulo quand Max Verstappen a emmené Lewis Hamilton hors piste dans le virage no 4 lors d'une tentative de dépassement de ce dernier qui s'est ensuite imposé ; les commissaires du Grand Prix pauliste n'avaient pas donné suite, d'où ce recours. Dans la décision prise à Losail, il est noté que les preuves vidéo de Mercedes n'ont rien apporté de nouveau et qu'il ne s'agit pas d'une « affirmation ou d'un examen de la décision des commissaires prise pendant la course » mais qu'ils ont simplement disposé de tous les éléments nécessaires pour se prononcer et que leur travail ne peut être remis en cause. En conséquence, aucune enquête n'est lancée et la situation au championnat reste la même dans la mesure où le pilote néerlandais n'est pas sanctionné. Toto Wolff déclare : « Je m'y attendais mais ce qu'on voulait, c'est lancer la discussion sur le sujet parce que ce sera un thème sur les prochaines courses. Cet objectif est atteint mais je le redis, on ne s'attendait pas à ce que ça aille plus loin. » Pour Christian Horner, il s'agit de « La bonne décision parce que sinon cela aurait ouvert la boîte de Pandore sur tout un tas d'autres incidents. »

## Pneus disponibles
| Pneus pour piste sèche | Pneus pour piste sèche | Pneus pour piste sèche | Pneus pluie    | Pneus pluie |
| ---------------------- | ---------------------- | ---------------------- | -------------- | ----------- |
| Durs (Type C1)         | Medium (Type C2)       | Tendres (Type C3)      | Intermédiaires | Pluie       |

## Essais libres

### Première séance, le vendredi de 13 h 30 à 14 h 30
| Pos. | Pilote           | Voiture          | Chrono         | Écart     |
| ---- | ---------------- | ---------------- | -------------- | --------- |
| 1    | Max Verstappen   | Red Bull-Honda   | 1 min 23 s 723 |           |
| 2    | Pierre Gasly     | AlphaTauri-Honda | 1 min 24 s 160 | + 0 s 437 |
| 3    | Valtteri Bottas  | Mercedes         | 1 min 24 s 194 | + 0 s 471 |
| 4    | Lewis Hamilton   | Mercedes         | 1 min 24 s 509 | + 0 s 786 |
| 5    | Yuki Tsunoda     | AlphaTauri-Honda | 1 min 24 s 648 | + 0 s 925 |
| 6    | Carlos Sainz Jr. | Ferrari          | 1 min 24 s 713 | + 0 s 990 |

- Sur une piste qu'ils découvrent, sans compter la présence de sable compte tenu de sa position dans le désert qatari, les pilotes testent leurs limites durant cette première heure d'essais, profitant des larges dégagements asphaltés (conformément aux exigences de l'organisation de Grands Prix de vitesse moto). Les commissaires de la FIA les laissent faire du hors piste dans de nombreux virages, afin de repérer ceux qui posent problème en termes d'avantage, pour déterminer lesquels seront surveillés, avant de donner ses directives pour imposer des zones où il sera interdit de mettre quatre roues au delà de la ligne blanche délimitant la piste[10].
- Sur les vibreurs, Nikita Mazepin a endommagé le châssis de sa Haas VF-21 ; le pilote Haas n'a effectué que seize tours lors de la première séance d'essais libres avant de se faire surprendre par les vibreurs agressifs du circuit international de Losail. Le Russe se plaint de ce dispositif visant à faire respecter les limites de la piste : « J'ai senti quelque chose passer très près en dessous de ma voiture. C'est frustrant car je n'ai pas quitté la piste, j'étais à l'intérieur des limites au moment où ça s'est produit. Je pense que ces vibreurs ne sont pas très cléments avec toutes les voitures, celui-là en particulier a heurté la mienne avec un mauvais angle et il va falloir faire très attention lors des séances à venir, notamment en course[11]. »

### Deuxième séance, le vendredi de 17 h à 18 h
| Pos. | Pilote          | Voiture               | Chrono         | Écart     |
| ---- | --------------- | --------------------- | -------------- | --------- |
| 1    | Valtteri Bottas | Mercedes              | 1 min 23 s 148 |           |
| 2    | Pierre Gasly    | AlphaTauri-Honda      | 1 min 23 s 357 | + 0 s 209 |
| 3    | Max Verstappen  | Red Bull-Honda        | 1 min 23 s 498 | + 0 s 350 |
| 4    | Lewis Hamilton  | Mercedes              | 1 min 23 s 570 | + 0 s 422 |
| 5    | Lando Norris    | McLaren-Mercedes      | 1 min 23 s 632 | + 0 s 484 |
| 6    | Lance Stroll    | Aston Martin-Mercedes | 1 min 23 s 705 | + 0 s 557 |

- Préfiguration des qualifications et de la course, cette séance se déroule après le coucher du soleil, sous les projecteurs[13] ;
- En raison d'un changement de châssis, Nikita Mazepin ne participe pas à cette séance. Le Russe ne bénéficie pas d'un nouveau châssis mais d'une monocoque, plus lourde, déjà utilisée dans la première partie de la saison : « Pas nouveau, malheureusement. Ancien. Toujours cette vieille histoire. » Günther Steiner modère toutefois ces propos : « Il y a une petite différence de poids selon la répartition car, parfois, on ne peut pas répartir le poids sans ajouter un peu de lest supplémentaire. Ce n'est jamais bon d'être lourd mais ce n'est pas comme s'il y avait vingt kilos de plus ou même dix kilos. Ce n'est rien de tel[11]. »

### Troisième séance, le samedi de 14 h à 15 h
| Pos. | Pilote           | Voiture             | Chrono         | Écart     |
| ---- | ---------------- | ------------------- | -------------- | --------- |
| 1    | Valtteri Bottas  | Mercedes Grand Prix | 1 min 22 s 310 |           |
| 2    | Lewis Hamilton   | Mercedes Grand Prix | 1 min 22 s 388 | + 0 s 078 |
| 3    | Max Verstappen   | Red Bull-Honda      | 1 min 22 s 651 | + 0 s 341 |
| 4    | Pierre Gasly     | AlphaTauri-Honda    | 1 min 23 s 835 | + 0 s 525 |
| 5    | Sergio Pérez     | Red Bull-Honda      | 1 min 22 s 846 | + 0 s 536 |
| 6    | Carlos Sainz Jr. | Ferrari             | 1 min 23 s 048 | + 0 s 738 |

## Séance de qualifications

### Résultats des qualifications
| Pos.                                                                                      | Pilote             | Écurie                | Qualifications 1 | Qualifications 2 | Qualifications 3 |
| ----------------------------------------------------------------------------------------- | ------------------ | --------------------- | ---------------- | ---------------- | ---------------- |
| 1                                                                                         | Lewis Hamilton     | Mercedes              | 1 min 21 s 901   | 1 min 21 s 682   | 1 min 20 s 827   |
| 2                                                                                         | Max Verstappen     | Red Bull-Honda        | 1 min 21 s 996   | 1 min 21 s 984   | 1 min 21 s 282   |
| 3                                                                                         | Valtteri Bottas    | Mercedes              | 1 min 22 s 016   | 1 min 21 s 991   | 1 min 21 s 478   |
| 4                                                                                         | Pierre Gasly       | AlphaTauri-Honda      | 1 min 22 s 535   | 1 min 21 s 728   | 1 min 21 s 640   |
| 5                                                                                         | Fernando Alonso    | Alpine-Renault        | 1 min 22 s 422   | 1 min 21 s 894   | 1 min 21 s 670   |
| 6                                                                                         | Lando Norris       | McLaren-Mercedes      | 1 min 22 s 839   | 1 min 22 s 216   | 1 min 21 s 731   |
| 7                                                                                         | Carlos Sainz Jr.   | Ferrari               | 1 min 22 s 304   | 1 min 22 s 241   | 1 min 21 s 840   |
| 8                                                                                         | Yuki Tsunoda       | AlphaTauri-Honda      | 1 min 22 s 458   | 1 min 22 s 058   | 1 min 21 s 881   |
| 9                                                                                         | Esteban Ocon       | Alpine-Renault        | 1 min 22 s 565   | 1 min 22 s 012   | 1 min 22 s 028   |
| 10                                                                                        | Sebastian Vettel   | Aston Martin-Mercedes | 1 min 22 s 549   | 1 min 22 s 146   | 1 min 22 s 785   |
| 11                                                                                        | Sergio Pérez       | Red Bull-Honda        | 1 min 22 s 398   | 1 min 22 s 346   |                  |
| 12                                                                                        | Lance Stroll       | Aston Martin-Mercedes | 1 min 22 s 551   | 1 min 22 s 460   |                  |
| 13                                                                                        | Charles Leclerc    | Ferrari               | 1 min 22 s 742   | 1 min 22 s 463   |                  |
| 14                                                                                        | Daniel Ricciardo   | McLaren-Mercedes      | 1 min 22 s 688   | 1 min 22 s 597   |                  |
| 15                                                                                        | George Russell     | Williams-Mercedes     | 1 min 22 s 863   | 1 min 22 s 756   |                  |
| 16                                                                                        | Kimi Räikkönen     | Alfa Romeo-Ferrari    | 1 min 23 s 156   |                  |                  |
| 17                                                                                        | Nicholas Latifi    | Williams-Mercedes     | 1 min 23 s 213   |                  |                  |
| 18                                                                                        | Antonio Giovinazzi | Alfa Romeo-Ferrari    | 1 min 23 s 262   |                  |                  |
| 19                                                                                        | Mick Schumacher    | Haas-Ferrari          | 1 min 23 s 407   |                  |                  |
| 20                                                                                        | Nikita Mazepin     | Haas-Ferrari          | 1 min 25 s 859   |                  |                  |
| Temps minimal à réaliser pour la qualification : 1 min 27 s 634 (107 % de 1 min 21 s 901) |                    |                       |                  |                  |                  |

- Alors qu'il a réalisé le temps qui lui vaut sa quatrième place lors de sa première tentative, Pierre Gasly se relance derrière Lewis Hamilton en toute fin de Q3. Si ce dernier améliore son temps avec des records dans les trois secteurs, le Français déchire son pneu avant droit et arrache son aileron en passant sur le vibreur à la sortie du virage no 15, ce qui provoque la neutralisation de la session sur drapeau jaune ; aucun pilote, à part Max Verstappen qui gagne deux dixièmes de seconde par rapport à sa première tentative, ne peut donc améliorer[16] ;
- Le Néerlandais, Valtteri Bottas et Carlos Sainz Jr., convoqués par les commissaires, risquent une pénalité pour n'avoir pas suffisamment ralenti sous drapeau jaune à l'endroit du circuit où ils se trouvaient[17] ;
- Éliminé dès la seconde phase des qualifications, Charles Leclerc ne trouvait aucune explication à cette piètre performance : « Normalement je sais plus ou moins où est-ce que je perds d'habitude, mais là, j'étais à une seconde des temps que nos compétiteurs et même mon coéquipier faisaient à ce moment-là avec les mêmes pneus. Donc je n'ai absolument aucune explication. » Quelques heures plus tard, Ferrari annonce que la monoplace a subi une fissure au niveau du châssis et que les mécaniciens espèrent pouvoir réparer la Ferrari SF21 dans le respect des règles du parc fermé : « Après vérification de la voiture de Leclerc, une fissure a été trouvée dans le châssis, probablement à la suite d'un passage sur les vibreurs lors de la première tentative en Q1. Il va falloir le changer. Si tout est fait dans le temps imparti et conformément au règlement sportif, Charles prendra le départ depuis sa position sur la grille[18],[19]. »

### Grille de départ
- Valtteri Bottas, auteur du troisième temps des qualifications, est pénalisé d'un recul de trois places sur la grille à la suite du non-respect du drapeau jaune en fin à la fin de la Q3 ; il s'élance sixième[20],[21] ;
- Max Verstappen, auteur du deuxième temps des qualifications, est pénalisé d'un recul de cinq places sur la grille pour ne pas avoir respecté un double drapeau jaune à la fin de la Q3 ; il s'élance septième[22],[21] ;
- En conséquence, Pierre Gasly est en première ligne aux côtés de Lewis Hamilton, Fernando Alonso et Lando Norris s'élancent en deuxième ligne, Carlos Sainz est en troisième ligne devant Valtteri Bottas, et Max Verstappen part de la quatrième ligne devant Yuki Tsunoda[23].

## Course

### Classement de la course
| Pos. | no | Pilote             | Écurie                | Tours | Temps/Abandon                      | Grille | Points |
| ---- | -- | ------------------ | --------------------- | ----- | ---------------------------------- | ------ | ------ |
| 1    | 44 | Lewis Hamilton     | Mercedes              | 57    | 1 h 24 min 28 s 471 (217,812 km/h) | 1      | 25     |
| 2    | 33 | Max Verstappen     | Red Bull-Honda        | 57    | + 25 s 743                         | 7      | 18 + 1 |
| 3    | 14 | Fernando Alonso    | Alpine-Renault        | 57    | + 59 s 457                         | 3      | 15     |
| 4    | 11 | Sergio Pérez       | Red Bull-Honda        | 57    | + 1 min 02 s 306                   | 11     | 12     |
| 5    | 31 | Esteban Ocon       | Alpine-Renault        | 57    | + 1 min 20 s 570                   | 9      | 10     |
| 6    | 18 | Lance Stroll       | Aston Martin-Mercedes | 57    | + 1 min 21 s 274                   | 12     | 8      |
| 7    | 55 | Carlos Sainz Jr.   | Ferrari               | 57    | + 1 min 21 s 911                   | 5      | 6      |
| 8    | 16 | Charles Leclerc    | Ferrari               | 57    | + 1 min 23 s 126                   | 13     | 4      |
| 9    | 4  | Lando Norris       | McLaren-Mercedes      | 56    | + 1 tour                           | 4      | 2      |
| 10   | 5  | Sebastian Vettel   | Aston Martin-Mercedes | 56    | + 1 tour                           | 10     | 1      |
| 11   | 10 | Pierre Gasly       | AlphaTauri-Honda      | 56    | + 1 tour                           | 2      |        |
| 12   | 3  | Daniel Ricciardo   | McLaren-Mercedes      | 56    | + 1 tour                           | 14     |        |
| 13   | 22 | Yuki Tsunoda       | AlphaTauri-Honda      | 56    | + 1 tour                           | 8      |        |
| 14   | 7  | Kimi Räikkönen     | Alfa Romeo-Ferrari    | 56    | + 1 tour                           | 16     |        |
| 15   | 99 | Antonio Giovinazzi | Alfa Romeo-Ferrari    | 56    | + 1 tour                           | 18     |        |
| 16   | 47 | Mick Schumacher    | Haas-Ferrari          | 56    | + 1 tour                           | 19     |        |
| 17   | 63 | George Russell     | Williams-Mercedes     | 55    | + 2 tours                          | 15     |        |
| 18   | 9  | Nikita Mazepin     | Haas-Ferrari          | 55    | + 2 tours                          | 20     |        |
| Abd. | 6  | Nicholas Latifi    | Williams-Mercedes     | 50    | Crevaison                          | 17     |        |
| Abd. | 77 | Valtteri Bottas    | Mercedes              | 48    | Dégâts                             | 6      |        |

### Pole position et record du tour
- Pole position :  Lewis Hamilton (Mercedes) en 1 min 20 s 827 (239,623 km/h)[25].
- Meilleur tour en course :  Max Verstappen (Red Bull-Honda) en 1 min 23 s 196 (232,799 km/h) au cinquante-septième tour ; deuxième de la course, il remporte le point bonus associé au meilleur tour en course[26].

### Tours en tête
- Lewis Hamilton (Mercedes) : 57 tours (1-57)[27]

## Classements généraux à l'issue de la course
| Pos. | Pilote             | Écurie                | Points |
| ---- | ------------------ | --------------------- | ------ |
| 1    | Max Verstappen     | Red Bull-Honda        | 351,5  |
| 2    | Lewis Hamilton     | Mercedes              | 343,5  |
| 3    | Valtteri Bottas    | Mercedes              | 203    |
| 4    | Sergio Pérez       | Red Bull-Honda        | 190    |
| 5    | Lando Norris       | McLaren-Mercedes      | 153    |
| 6    | Charles Leclerc    | Ferrari               | 152    |
| 7    | Carlos Sainz Jr.   | Ferrari               | 145,5  |
| 8    | Daniel Ricciardo   | McLaren-Mercedes      | 105    |
| 9    | Pierre Gasly       | AlphaTauri-Honda      | 92     |
| 10   | Fernando Alonso    | Alpine-Renault        | 77     |
| 11   | Esteban Ocon       | Alpine-Renault        | 60     |
| 12   | Sebastian Vettel   | Aston Martin-Mercedes | 43     |
| 13   | Lance Stroll       | Aston Martin-Mercedes | 34     |
| 14   | Yuki Tsunoda       | AlphaTauri-Honda      | 20     |
| 15   | George Russell     | Williams-Mercedes     | 16     |
| 16   | Kimi Räikkönen     | Alfa Romeo-Ferrari    | 10     |
| 17   | Nicholas Latifi    | Williams-Mercedes     | 7      |
| 18   | Antonio Giovinazzi | Alfa Romeo-Ferrari    | 1      |

| Pos. | Écurie                | Points |
| ---- | --------------------- | ------ |
| 1    | Mercedes              | 546,5  |
| 2    | Red Bull-Honda        | 541,5  |
| 3    | Ferrari               | 297,5  |
| 4    | McLaren-Mercedes      | 258    |
| 5    | Alpine-Renault        | 137    |
| 6    | AlphaTauri-Honda      | 112    |
| 7    | Aston Martin-Mercedes | 77     |
| 8    | Williams-Mercedes     | 23     |
| 9    | Alfa Romeo-Ferrari    | 11     |

## Statistiques
Le Grand Prix du Qatar 2021 représente :
- la 102e pole position de Lewis Hamilton, sa quatrième de la saison[30] ;
- la 102e victoire de Lewis Hamilton, sa septième de la saison[31] ;
- la 123e victoire de Mercedes en tant que constructeur[32] ;
- la 210e victoire de Mercedes en tant que motoriste[33] ;
- le 98e podium de Fernando Alonso, le précédent remontant au Grand Prix de Hongrie 2014, soit un intervalle de 146 courses (Alonso n'ayant pas couru en F1 en 2019 et 2020, il s'agit pour lui d'un total de 105 courses disputées entre deux podiums)[34],[35] ;
- le 900e Grand Prix de McLaren[36].

Au cours de ce Grand Prix :
- Lewis Hamilton passe la barre des 4 100 points inscrits en Formule 1 (4 121,5 points)[37] ;
- Max Verstappen passe la barre des 1 500 points inscrits en Formule 1 (1 513,5 points)[38] ;
- Fernando Alonso est élu « pilote du jour » à l'issue d'un vote organisé sur le site officiel de la Formule 1[39] ;
- Lewis Hamilton remporte une victoire sur un 30e circuit différent, ce qui constitue un nouveau record[40],[41] ;
- Lewis Hamilton combine pole position et victoire pour la 60e fois de sa carrière, ce qui constitue un nouveau record[42] ;
- Lewis Hamilton mène une course de bout en bout pour la 23e fois, ce qui constitue un nouveau record[43] ;
- Fernando Alonso devient le vingt-septième quadragénaire à monter sur un podium en Formule 1 et le premier depuis Michael Schumacher à Valence en 2012[44] ;
- Lewis Hamilton et Max Verstappen terminent premier ou deuxième pour la sixième fois consécutive[45] ;
- Christian Horner est convoqué par les commissaires pour avoir traité de « commissaire voyou » le préposé ayant agité le double drapeau jaune devant Max Verstappen à la fin des qualifications. En infraction avec les principes de bonne conduite du code sportif international de la FIA, il est contraint de présenter ses excuses, reçoit un avertissement officiel et devra participer, en février 2022, au programme de formation des commissaires internationaux[46] ;
- Emanuele Pirro (37 départs en Grands Prix de Formule 1, 3 points inscrits entre 1989 et 1991 et quintuple vainqueur des 24 Heures du Mans en 2000, 2001, 2002, 2006 et 2007) est nommé conseiller auprès des commissaires de course par la FIA pour les aider dans leurs jugements[47].